# Реабилитация (пенология)
Реабилитация — процесс перевоспитания лиц, совершивших преступление, и их подготовка к жизни в обществе. Цель состоит в том, чтобы устранить основные причины преступности,  снизить уровень рецидивизма после освобождения заключенных из тюрьмы. Обычно оно включает в себя психологические подходы, нацеленные на когнитивные искажения, связанные с определенными видами преступлений, совершаемых отдельными правонарушителями, но может также включать элементы общего образования и профессиональную подготовку.  

## Методы
Успешной реабилитации заключенного способствуют следующие меры:
- заключенные не помещаются в опасные для здоровья условия, имеют доступ к медицинской помощи и защищены от других форм жестокого обращения[2]
- имеют возможность поддерживать связи с внешним миром[2]
- могут освоить новые навыки, которые помогут им в трудовой жизни на свободе[2]
- могут пользоваться  законодательными нормами, разъясняющими  их права (права заключенных)[2][3].

## Законодательство

### Европа
Как установлено Комитетом министров Совета Европы, «следует проводить и развивать политику в области борьбы с преступностью, направленную на профилактику преступлений и 
социальную реинтеграцию правонарушителей».
Европейский суд по правам человека также заявил, что, хотя наказание остается одной из целей тюремного заключения, акцент в европейской уголовной политике теперь делается на реабилитацию, особенно к концу длительного тюремного срока. Перспектива освобождения необходима, поскольку человеческое достоинство требует, чтобы у заключенного был шанс искупить свою вину и перейти к реабилитации. Система досрочного освобождения также необходима, поскольку в течение очень длительного срока баланс между основаниями для заключения (наказание, устрашение, общественная защита и реабилитация) может сместиться до такой степени, что заключение больше не может быть оправдано.

## Психопатия и рецидивизм
Рецидивизм преступников тесно связан с психопатией.  Психопат определяется как человек, испытывающий неконтролируемое удовлетворение от преступных, сексуальных или агрессивных побуждений и неспособный учиться на прошлых ошибках. Люди с такими расстройством получают удовлетворение от своего антисоциального поведения и не испытывают угрызений совести за свои действия. 
Доказано, что наказания и методы  модификации поведения не улучшают поведение психопата. Регулярно наблюдается, что психопатические личности становятся более хитрыми и лучше умеют скрывать свое поведение. Было высказано предположение, что традиционные терапевтические подходы на самом деле делают психопатов, если не хуже, то гораздо более искусными в манипулировании другими и скрывать свое поведение. Они, как правило, считаются не только неизлечимыми, но и не поддающимися лечению.
У психопатов также наблюдается заметно искажённое представление о возможных последствиях своих действий не только для других, но и для них самих. Например, они не осознают в полной мере риск быть пойманными,  или травмированными в результате своего поведения. 
Некоторые критические замечания в адрес реабилитационных систем заключаются в том, что они могут санкционировать длительные ограничения свободы (чтобы дать время на диагностику и лечение) и широкие предположения о возможностях влияния на личности правонарушителей. Более того, проблемы с надлежащей правовой процедурой могут быть вызваны отсутствием традиционных гарантий процессуальных прав обвиняемых в реабилитационных процессах.

## Политическая реабилитация
Методы реабилитации также применяются в случаях политических преступлений и гражданских конфликтов. При этом победившая сторона принимает меры к социальной интеграции проигравших. Так, в ЮАР после демонтажа системы апартеида были созданы «комиссии по установлению истины и примирению». Вдохновители и исполнители политики апартеида, вместо того чтобы сесть в тюрьму, могли предстать перед комиссией. Такая возможность была дана примерно 10% изъявивших желание; от них требовалось во всех подробностях сознаться в совершенных ими политически мотивированных преступлениях против человечности — рассказать обо всех случаях, когда они убивали, пытали, похищали, — даже о преступлениях, о которых никто не знал и в которых их не обвиняли. Они должны были поклясться, что никогда больше ничего подобного не сделают. С тех пор к подобным методам прибегали в разных странах, восстанавливающихся после гражданских войн или жестоких диктатур.